# 모병제 해야 나라가 산다
《모병제 해야 나라가 산다》는 모병제추진시민연대와 한국방위산업연구소가 공동으로 저술한 책으로, 대한민국의 병역 제도에 있어 모병제의 당위성에 대한 설명과 자료가 서술되어 있다.

## 목차
책의 목차는 아래와 같다.
- Ⅰ. 모병제추진시민연대 소개
  - 1. 모병제추진시민연대 개요
- Ⅱ. 징병제 실태와 징병제의 문제
  - 2. 대한민국이 70년 이상 유지해온 징병제의 역사와 실태

3. 징병제가 더 이상 불가능한 이유
- Ⅲ. 모병제에 대한 각종 통념 및 이에 대한 반박
  - 4. 모병제에 대한 오해와 그에 대한 반론
  - 5. 국가재정을 절약하는 모병제
- Ⅳ. 모병제를 통해 얻을 수 있는 주변국과의 관계 변화 등의 이점
  - 6. 각국과의 관계에서의 이점
    - 6-1. 남북관계에서의 이점
    - 6-2. 중국, 러시아의 군사력 실태 및 모병제를 통해 얻을 수 있는 동북아 정세적 이점
    - 6-3. 모병제를 통해 얻을 수 있는 미국, 일본과의 관계에서의 이점

  - 7. 모병제를 통해 얻을 수 있는 국내적 이득
    - 7-1. 모병제 도입으로 얻을 수 있는 경제/사회/문화적 측면에서의 이득

  - 7-2. 국내 지방분권 및 인프라 발전 촉진 측면에서의 이득
- Ⅴ. 징병제 폐지 및 모병제 도입 방안
  - 8. 완전 모병제 시행에 앞선 직업 병 제도 도입
  - 9. 모병제 하에서의 병ㆍ부사관ㆍ준위ㆍ장교 제도 개편안
    - 9-1. 병
    - 9-2. 부사관
    - 9-3. 준위/준사관
    - 9-4. 장교
    - 9-5. 전 계급 공통적용사항
    - 9-6. 모병제 하에서 최초 입대 가능 연령ㆍ학력 설정

  - 10. 보충역 제도의 폐지 및 기존 보충역 대상자 면제처리
  - 11. 예비군 제도 변화
    - 11-1. 예비군 제도 그 자체의 폐지
    - 11-2. 예비군 제도를 모병제 기반으로 변환

  - 12. 민방위 제도 변화
    - 12-1. 민방위 제도 그 자체의 폐지
    - 12-2. 민방위 제도를 모병제 기반으로 변화

  - 13. 모병제 시행에 동반되는 각 군별 편제개편
    - 13-1. 육군의 편제개편
    - 13-2. 해/공군의 편제개편
    - 13-3. 종합적인 군 개편 방향성

  - 14. 징병제를 없애고 모병제를 도입하는 본격적 절차
    - 14-1. 즉각적 징병제 폐지 및 모병제 도입
    - 14-2. 단계적 징병제 폐지 및 모병제 도입-징모 전환기 추첨 징병
    - 14-3. 입법부 주도로 징병제를 모병제로 바꾸는 방법
    - 14-4. 행정부 주도로 징병제를 모병제로 바꾸는 방법

  - 15. 모병제 적용 대상에 대한 제언
- Ⅵ. 모병제와 그 이후
  - 16. 기존 징병제의 영향을 받은 인원에 대한 배상 등의 각종 조치
  - 17. 모병제 도입 이후 항구적으로 정착시키는 방법
- 부록
  - A. 각종 계산식
  - B. 참고문헌 및 링크

## 같이 보기
- 대한민국의 병역 제도
- 대한민국의 병역 제도에 대한 비판